# 佐世保工業高等專門學校
佐世保工業高等專門學校（National Institute of Technology, Sasebo College），簡稱佐世保高專，是一所位於日本長崎縣的高等專門學校。
該校校長皆由九州大學的退休教授擔任。

## 沿革
- 1962年，創校，為國立高專1期校。設有機械工學、電氣電子工學兩個學科。
- 1966年，設立工業化學科。
- 1988年，原機械工學科改組，成立電子制御工學科。
- 1991年，工業化學科改組為物質工學科。
- 1997年，成立專攻科，設有機械工學、電氣電子工學、物質工學三個專攻。
- 2012年，原有的三個專攻科進行整合，改組為複合工學專攻科。

## 教學組織

### 本科（副學士課程）
- 機械工學科
- 電氣電子工學科
- 電子制御工學科
- 物質工學科

### 專攻科（學士課程）
- 複合工學專攻

## 著名校友
- 永松亮（日语：永松亮），任天堂的遊戲配樂作曲家。
- 渡邊耕一，動畫及遊戲製作公司Cygames社長。

## 外部連結
- 佐世保工業高等專門學校（页面存档备份，存于）
- 佐世保高專的校友會網站（页面存档备份，存于）